# Montauriol (Lot-et-Garonne)
Pour les articles homonymes, voir Montauriol.
Montauriol est une commune du Sud-Ouest de la France, située dans le département de Lot-et-Garonne, en région Nouvelle-Aquitaine.

## Géographie

### Généralités

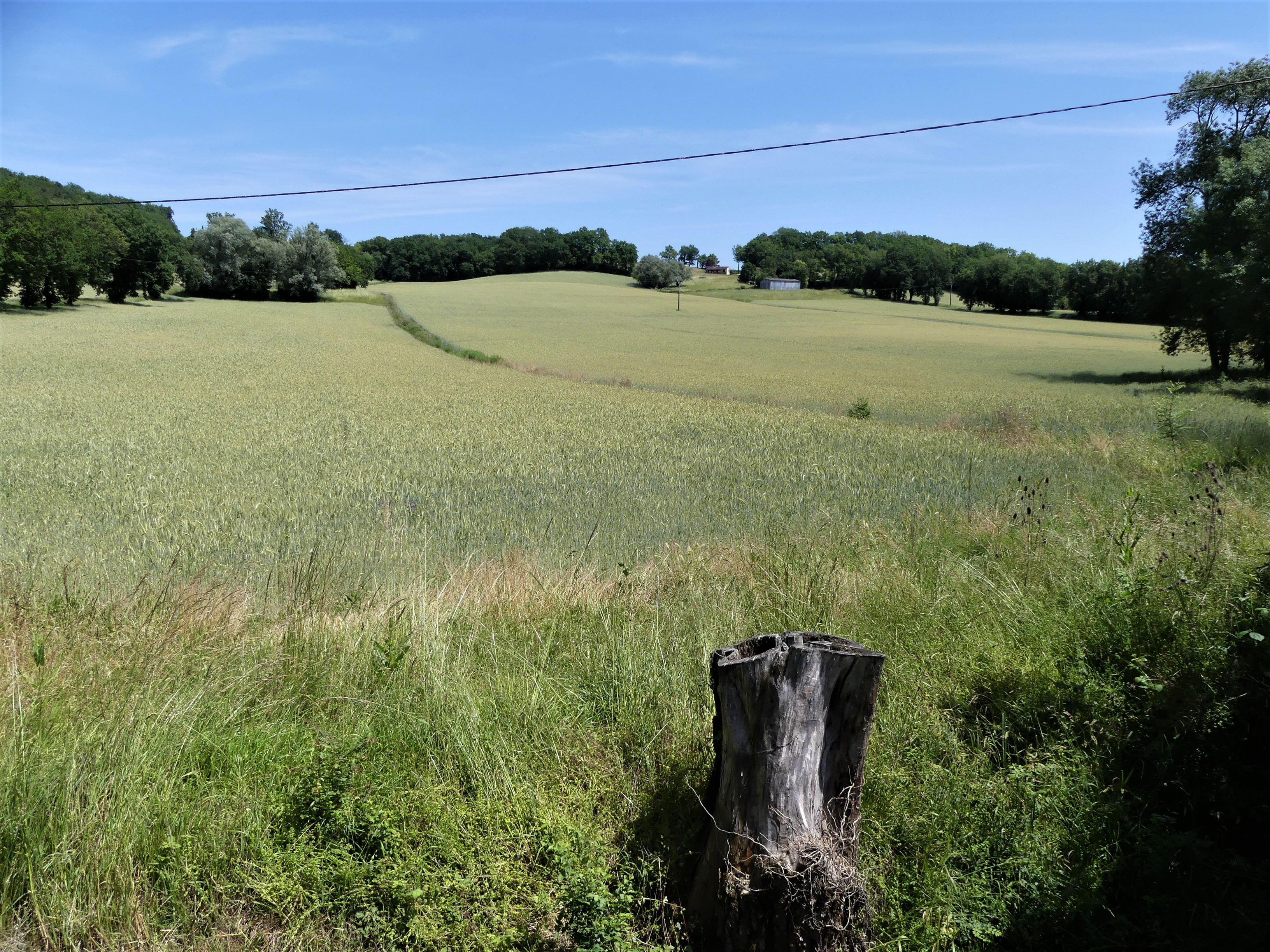
Le coteau en rive droite de la Douyne et de la RD 416.

Dans le nord du département de Lot-et-Garonne, en Pays du Dropt, la commune de Montauriol s'étend sur 9,92 km2. Elle est arrosée par la Douyne, un petit affluent du Dropt.
L'altitude minimale avec 74 mètres se trouve localisée à l'extrême nord, près du lieu-dit Lassagne, là où la Douyne quitte la commune et sert de limite entre celles de Castillonnès et de Douzains. L'altitude maximale avec 152 ou 155 mètres est située au nord-est, au lieu-dit Lartigue.
Traversé par la route départementale 416, le petit bourg de Montauriol est situé, en distances orthodromiques, vingt-cinq kilomètres au nord-nord-ouest de Villeneuve-sur-Lot, et vingt-sept kilomètres au sud-sud-est de Bergerac.
La commune est également desservie à l'est par la route nationale 21, qui lui sert partiellement de limite territoriale.

### Communes limitrophes
Montauriol est limitrophe de six autres communes dont Ségalas au sud-ouest sur une distance de seulement quinze mètres.
Les communes limitrophes sont Castillonnès, Douzains, Lougratte, Saint-Maurice-de-Lestapel et Sérignac-Péboudou.
| Douzains          |                           | Castillonnès |
| Sérignac-Péboudou | Montauriol                |              |
| Ségalas           | Saint-Maurice-de-Lestapel | Lougratte    |

### Climat
Pour des articles plus généraux, voir Climat de la Nouvelle-Aquitaine et Climat de Lot-et-Garonne.
Historiquement, la commune est exposée à un climat océanique aquitain.  
En 2020, Météo-France publie une typologie des climats de la France métropolitaine dans laquelle la commune est dans une zone de transition entre le climat océanique et le climat océanique altéré et est dans la région climatique Aquitaine, Gascogne, caractérisée par une pluviométrie abondante au printemps, modérée en automne, un faible ensoleillement au printemps, un été chaud (19,5 °C), des vents faibles, des brouillards fréquents en automne et en hiver et des orages fréquents en été (15 à 20 jours).
Pour la période 1971-2000, la température annuelle moyenne est de 13 °C, avec une amplitude thermique annuelle de 15,5 °C. Le cumul annuel moyen de précipitations est de 812 mm, avec 11 jours de précipitations en janvier et 6,7 jours en juillet. Pour la période 1991-2020, la température moyenne annuelle observée sur la station météorologique la plus proche, située sur la commune de Cancon à 10 km à vol d'oiseau, est de 13,4 °C et le cumul annuel moyen de précipitations est de 852,4 mm,. Pour l'avenir, les paramètres climatiques de la commune estimés pour 2050 selon différents scénarios d’émission de gaz à effet de serre sont consultables sur un site dédié publié par Météo-France en novembre 2022.

## Urbanisme

### Typologie
Au 1er janvier 2024, Montauriol est catégorisée commune rurale à habitat très dispersé, selon la nouvelle grille communale de densité à sept niveaux définie par l'Insee en 2022.
Elle est située hors unité urbaine et hors attraction des villes,.

### Occupation des sols

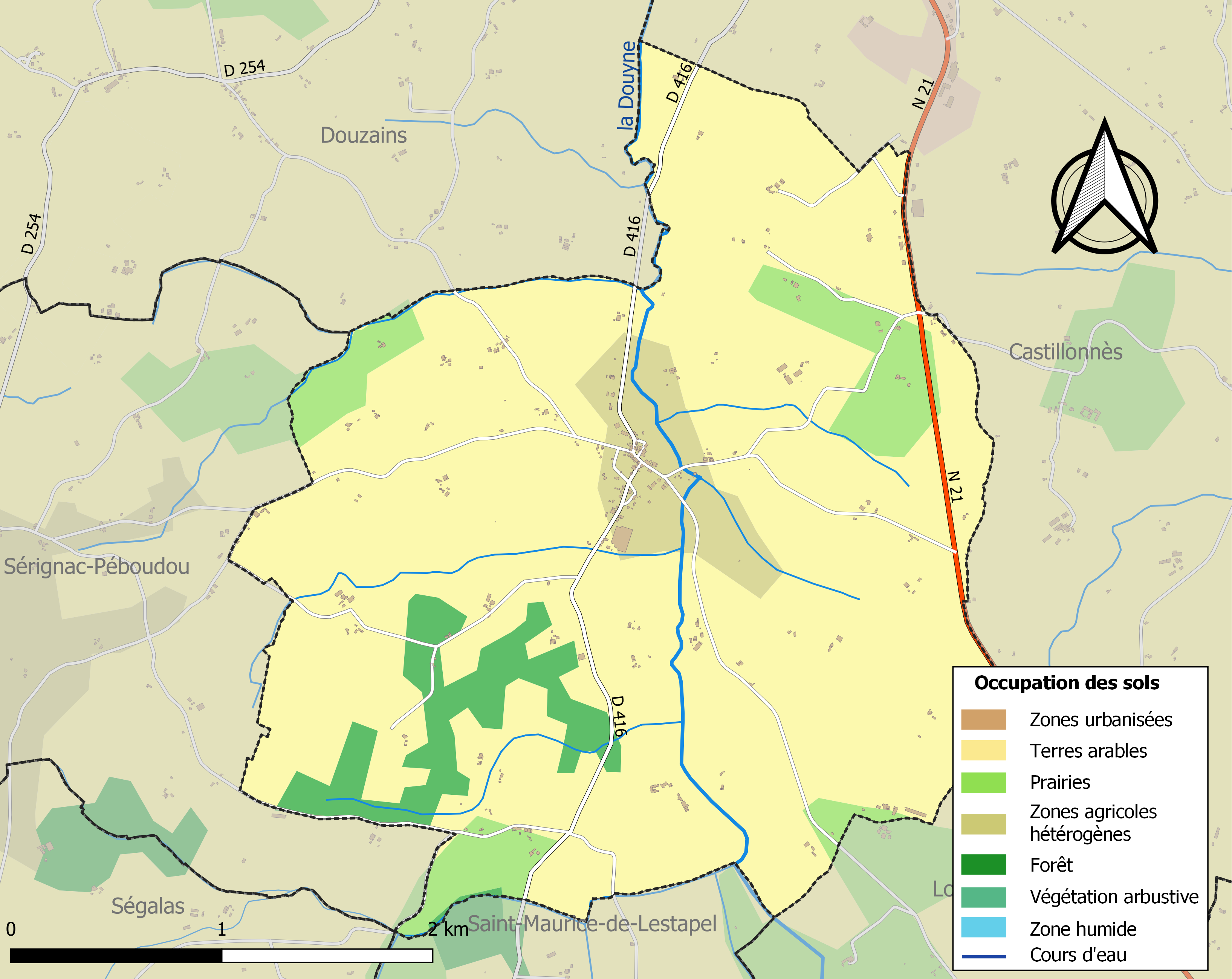
Carte des infrastructures et de l'occupation des sols de la commune en 2018 (CLC).

L'occupation des sols de la commune, telle qu'elle ressort de la base de données européenne d’occupation biophysique des sols Corine Land Cover (CLC), est marquée par l'importance des territoires agricoles (94,3 % en 2018), une proportion identique à celle de 1990 (94,3 %). La répartition détaillée en 2018 est la suivante : 
terres arables (81,1 %), prairies (7,5 %), zones agricoles hétérogènes (5,7 %), forêts (5,7 %). L'évolution de l’occupation des sols de la commune et de ses infrastructures peut être observée sur les différentes représentations cartographiques du territoire : la carte de Cassini (XVIIIe siècle), la carte d'état-major (1820-1866) et les cartes ou photos aériennes de l'IGN pour la période actuelle (1950 à aujourd'hui).

### Risques majeurs
Le territoire de la commune de Montauriol est vulnérable à différents aléas naturels : météorologiques (tempête, orage, neige, grand froid, canicule ou sécheresse), mouvements de terrains et séisme (sismicité très faible). Il est également exposé à un risque technologique, le transport de matières dangereuses. Un site publié par le BRGM permet d'évaluer simplement et rapidement les risques d'un bien localisé soit par son adresse soit par le numéro de sa parcelle.

#### Risques naturels
Les mouvements de terrains susceptibles de se produire sur la commune sont des affaissements et effondrements liés aux cavités souterraines (hors mines) et des tassements différentiels. Afin de mieux appréhender le risque d’affaissement de terrain, un inventaire national permet de localiser les éventuelles cavités souterraines sur la commune.

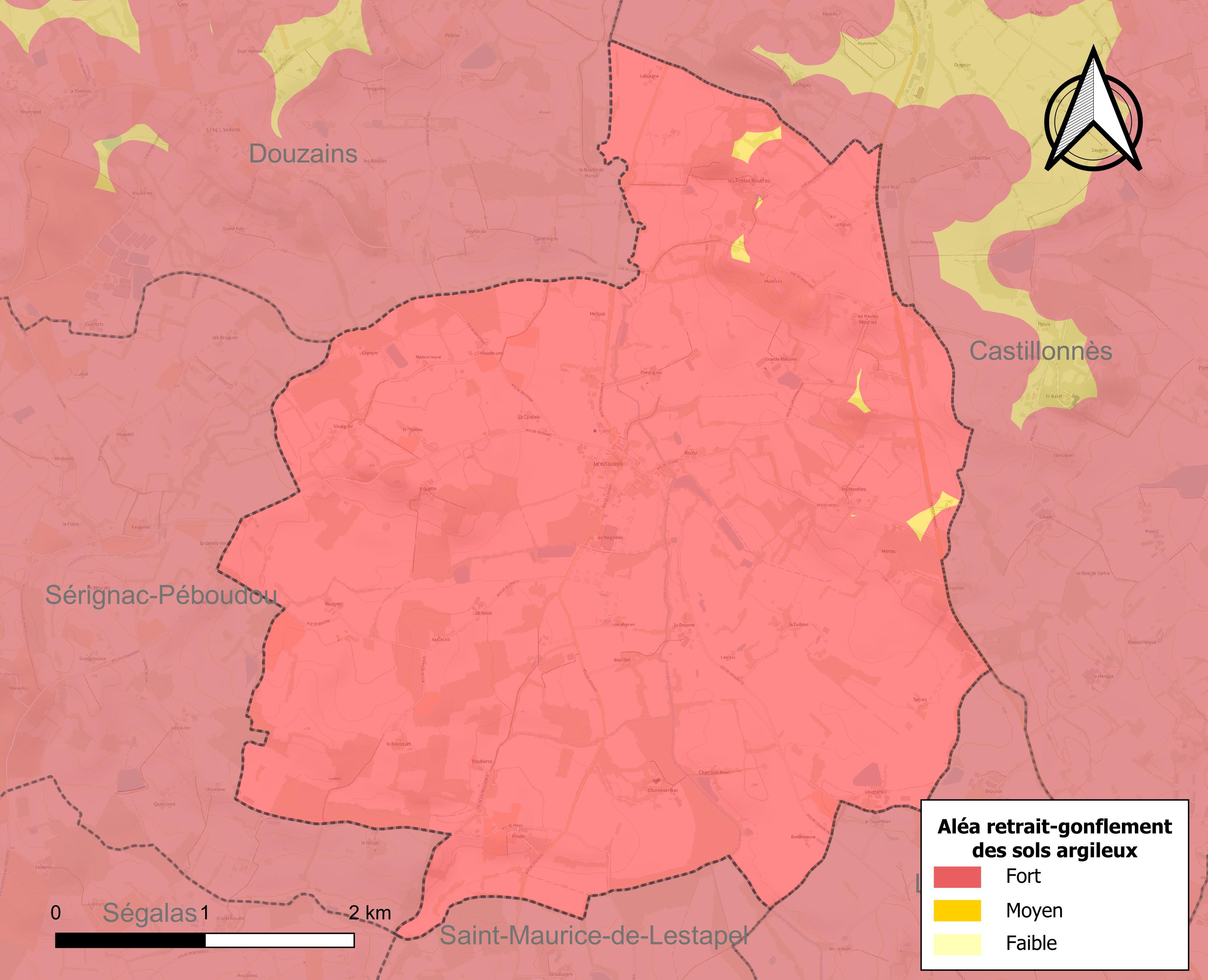
Carte des zones d'aléa retrait-gonflement des sols argileux de Montauriol.

Le retrait-gonflement des sols argileux est susceptible d'engendrer des dommages importants aux bâtiments en cas d’alternance de périodes de sécheresse et de pluie. La totalité de la commune est en aléa moyen ou fort (91,8 % au niveau départemental et 48,5 % au niveau national). Depuis le 1er octobre 2020, en application de la loi ELAN, différentes contraintes s'imposent aux vendeurs, maîtres d'ouvrages ou constructeurs de biens situés dans une zone classée en aléa moyen ou fort,.
La commune a été reconnue en état de catastrophe naturelle au titre des dommages causés par les inondations et coulées de boue survenues en 1982, 1993, 1999 et 2009, par la sécheresse en 2005 et par des mouvements de terrain en 1999.

## Histoire
Dans le Château de Montfort situé sur la commune de Montauriol, le 3 mai 1944 fut créé le comité départemental de libération du lot et Garonne. Une plaque sur la façade de la mairie immortalise ce moment.

## Politique et administration
| Période                                  | Période    | Identité         | Étiquette | Qualité           |
| ---------------------------------------- | ---------- | ---------------- | --------- | ----------------- |
| Les données manquantes sont à compléter. |            |                  |           |                   |
|                                          |            |                  |           |                   |
| avant 1995                               | ?          | Henri Dalibon    |           |                   |
| juin 1995                                | mars 2008  | Jean-Jacky Rigal |           | Retraité agricole |
| mars 2008                                | avril 2025 | Serge Lescombe   |           | Agent de maîtrise |

## Démographie
L'évolution du nombre d'habitants est connue à travers les recensements de la population effectués dans la commune depuis 1793. Pour les communes de moins de 10 000 habitants, une enquête de recensement portant sur toute la population est réalisée tous les cinq ans, les populations de référence des années intermédiaires étant quant à elles estimées par interpolation ou extrapolation. Pour la commune, le premier recensement exhaustif entrant dans le cadre du nouveau dispositif a été réalisé en 2006.

En 2022, la commune comptait 222 habitants, en évolution de +26,14 % par rapport à 2016 (Lot-et-Garonne : −0,18 %, France hors Mayotte : +2,11 %).
| 1793 | 1800 | 1806 | 1821 | 1831 | 1836 | 1841 | 1846 | 1851 |
| ---- | ---- | ---- | ---- | ---- | ---- | ---- | ---- | ---- |
| 551  | 446  | 430  | 499  | 521  | 485  | 530  | 518  | 523  |

| 1856 | 1861 | 1866 | 1872 | 1876 | 1881 | 1886 | 1891 | 1896 |
| ---- | ---- | ---- | ---- | ---- | ---- | ---- | ---- | ---- |
| 516  | 505  | 470  | 455  | 470  | 447  | 418  | 436  | 404  |

| 1901 | 1906 | 1911 | 1921 | 1926 | 1931 | 1936 | 1946 | 1954 |
| ---- | ---- | ---- | ---- | ---- | ---- | ---- | ---- | ---- |
| 377  | 364  | 380  | 337  | 307  | 344  | 325  | 312  | 276  |

| 1962 | 1968 | 1975 | 1982 | 1990 | 1999 | 2006 | 2011 | 2016 |
| ---- | ---- | ---- | ---- | ---- | ---- | ---- | ---- | ---- |
| 296  | 264  | 262  | 246  | 227  | 223  | 215  | 190  | 176  |

| 2021 | 2022 | - | - | - | - | - | - | - |
| ---- | ---- | - | - | - | - | - | - | - |
| 203  | 222  | - | - | - | - | - | - | - |

## Culture locale et patrimoine

### Lieux et monuments
- Château de Chambon.
- Église Saint-Jean de Montauriol[25], dont trois objets sont protégés au titre des monuments historiques : l'autel et son retable du XVIIe siècle, classés[26], et un tableau daté de 1850 représentant l'Assomption de la Vierge, inscrit[27].

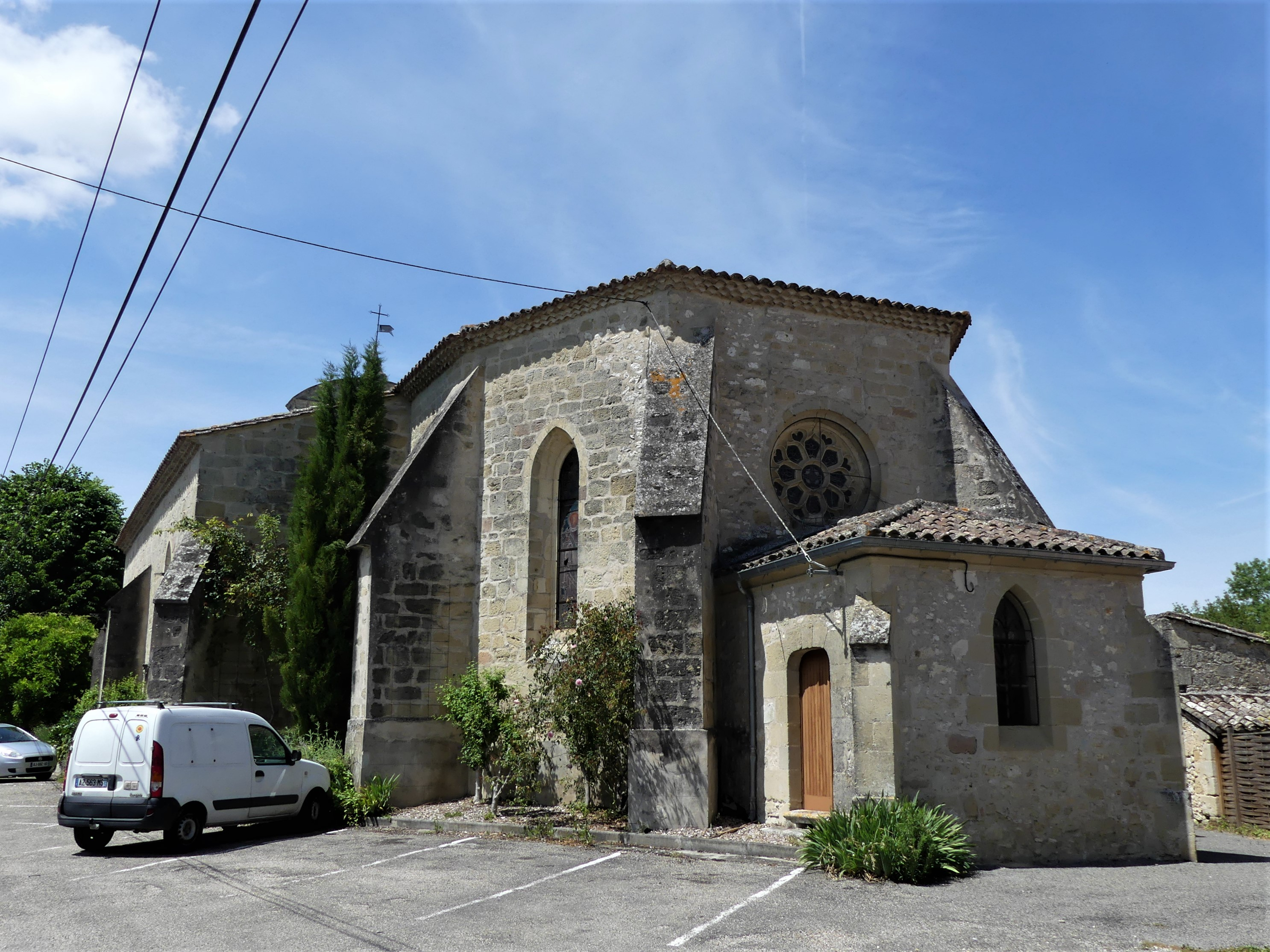
Le chevet de l'église Saint-Jean.
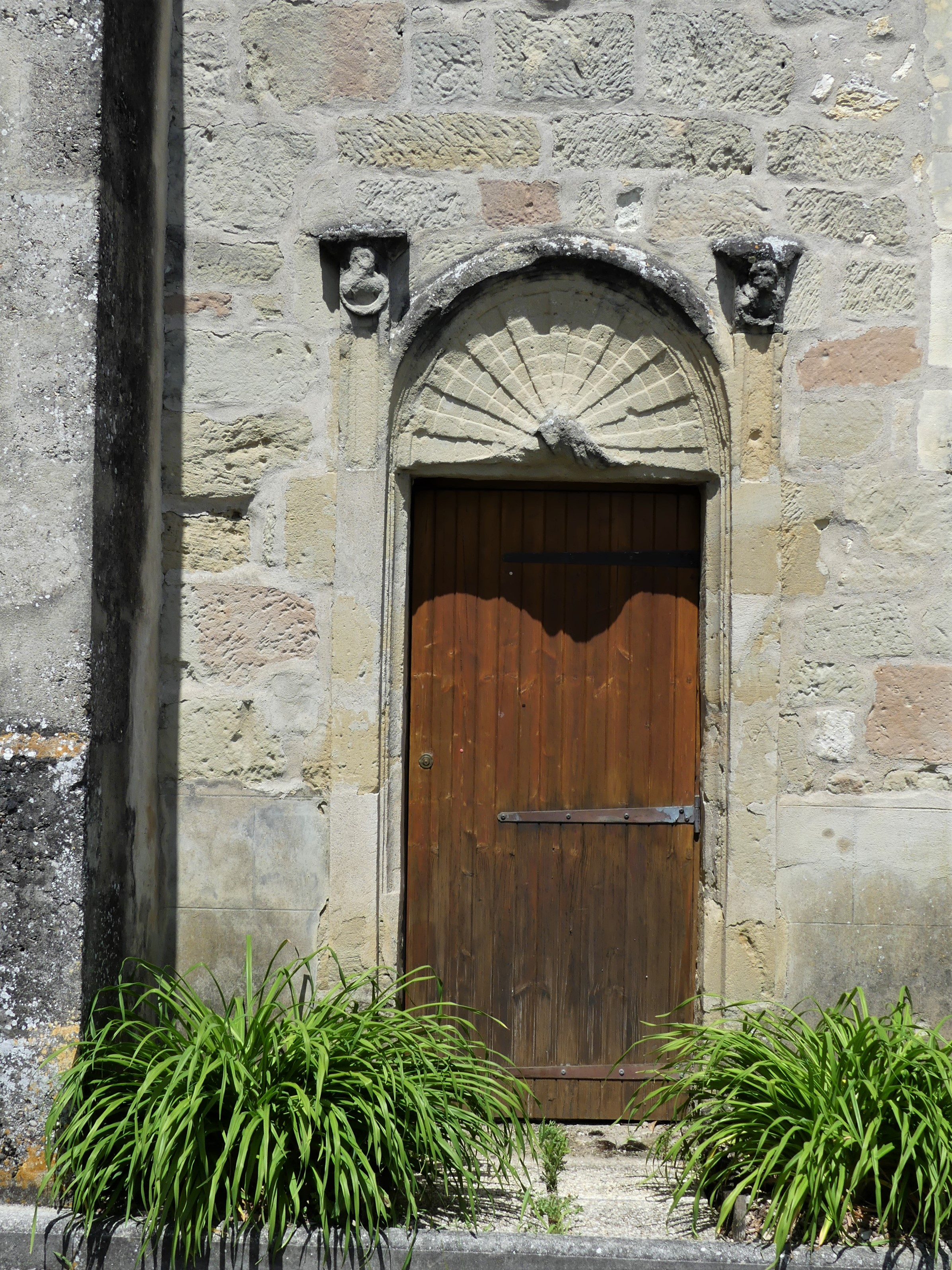
Porte de la façade sud de l'église.
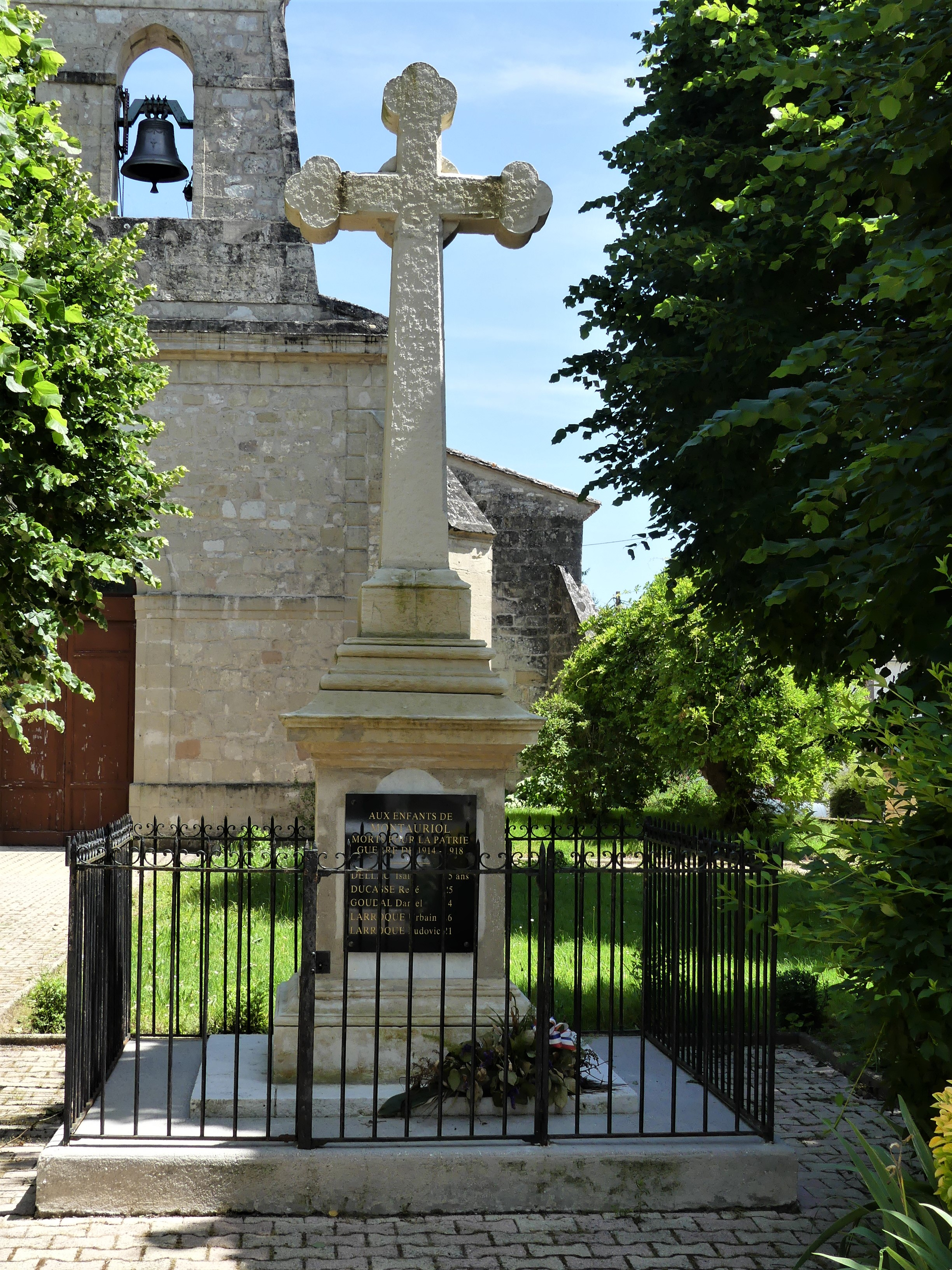
Le monument aux morts.
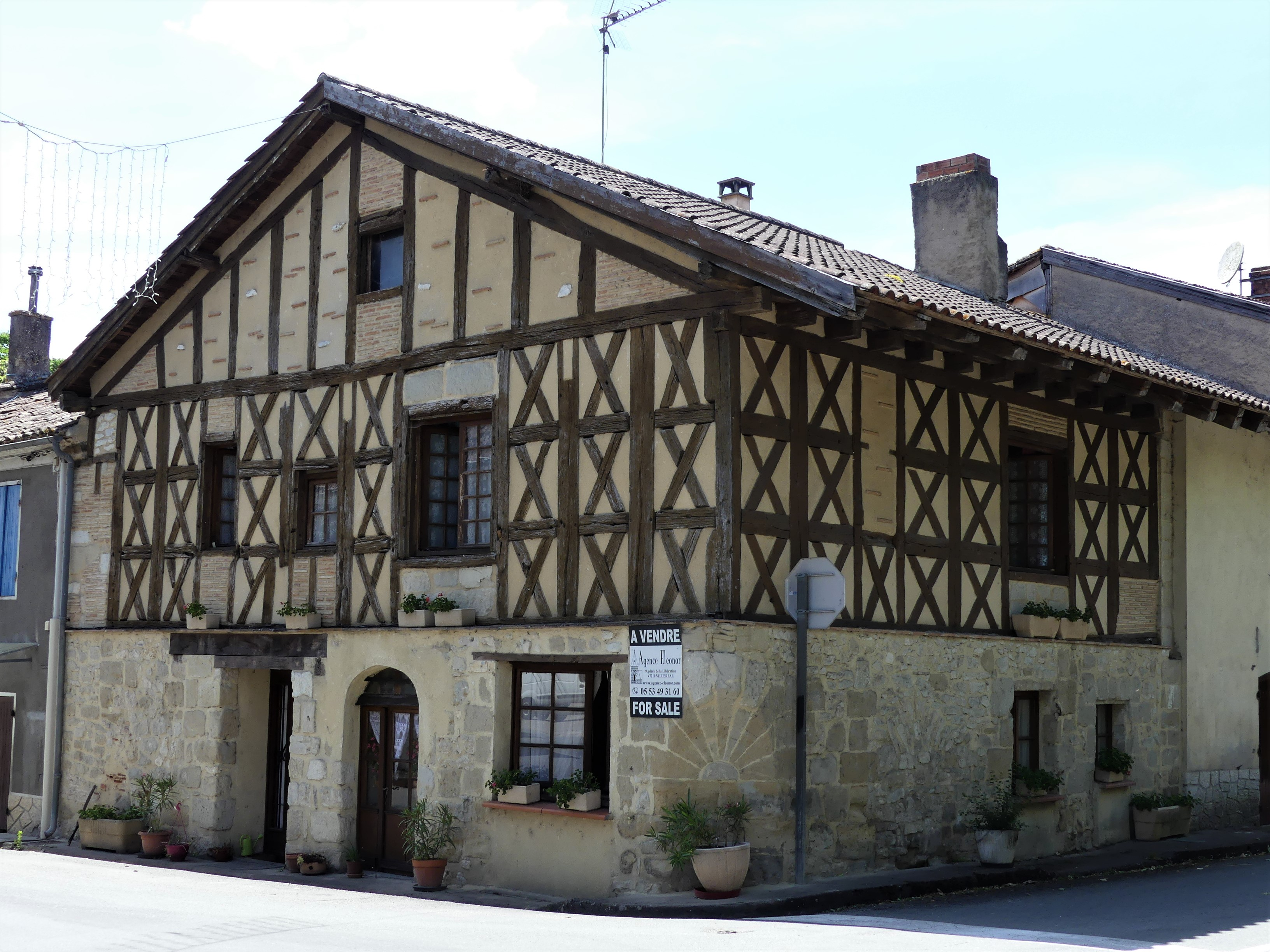
Maison à colombages dans le bourg.

### Cinéma
En 1962, le film Le Chevalier de Pardaillan de Bernard Borderie a été notamment tourné dans la commune.